# Monticello (Kentucky)
Pour les articles homonymes, voir Monticello (homonymie).
La ville de Monticello est le siège du comté de Wayne, dans l'État du Kentucky, aux États-Unis. Elle comptait 6 188 habitants lors du recensement de 2010.

## Source
- (en) Cet article est partiellement ou en totalité issu de l’article de Wikipédia en anglais intitulé « Monticello, Kentucky » (voir la liste des auteurs).